# لا في ان روز
«لا في ان روز» هي أكثر أغاني المغنية الفرنسية إديث بياف شهرة. كُتبت الأغنية في 1945، واشتهرت في 1946، ونُشرت أغنية منفردة في 1947. لاقى آداء المغنية الجامايكية جريس جونز لهذه الأغنية شهرة عالمية. وأدى الأغنية العديد من المغنيين الأغنية على مر السنين، ومنهم لويس أرمسترونج في 1950، والمغنية الأمريكية دونا سمر في 1993، كما سجل هاري جيمس الأغنية بصوته في 1950 في ألبوم كولومبيا 38768.

## الأغنية بأداء إديث بياف

### الخلفية والنشر
اسم الأغنية يعني «الحياة باللون الوردي» أو «الحياة من وراء نظارات بزجاج وردي اللون»، أما المعنى الحرفي فهو «الحياة في الوردي».
ألّفت إديث بياف كلمات الأغنية ووضعت لحنها، ولكن يُقال أن لويجاي وحده هو من وضع اللحن رسميًا وسجله باسمه لأنه في ذلك الوقت، وبسبب شروط التسجيل الصارمة التي وضعتها مؤسسة المؤلفين، الملحنين، ومنتجي الموسيقى (SACEM)، لم تتمتع بياف بالمؤهلات اللازمة لتتمكن من وضع حماية للملكية الفكرية على عملها مع «صاسام». عرضت بياف الأغنية على ماريان ميشيل التي بدورها عدلت قليلًا في الكلمات؛ حيث استبدلت كلمة "les choses" («الأشياء») بكلمة "la vie" («الحياة»). وفي عام 1943، أدت بياف أغنية «لا في ان روز» في ناد ليلي. في البداية، لم يعتقد أقران بياف وفريق كتابة الأغاني الخاص ببياف أن الأغنية ستلاقي نجاحًا، حيث اعتقدوا أنها أضعف من بقية أغانيها. أخذت بياف بنصيحة أصدقائها ولم تلق بالًا للأغنية، ولكنها غيرت رأيها في العام التالي لذلك. وأدت بياف الأغنية لأول مرة في عرض مباشر في حفلة في 1946. أُعجب الجمهور بالأغنية وأصبحت من الأغاني المفضلة لدى الجماهير. جلبت أغنية «لا في ان روز» السبب وراء الشهرة العالمية لإديث بياف حيث تتأمل كلماتها في معان السعادة عند العثور على الحب الحقيقي وتخاطب الذين تغلبوا على أوقات عصيبة في الحرب.
نشرت شركة تسجيلات كولومبيا، شركة فرعية من شركة EMI، أغنية «لا في ان روز» في عام 1947، وكانت أغنية «اون رفران كوريه دو لا رو» على الوجه الثاني من التسجيل. لاقت الأغنية ترحيبًا كبيرًا وبيع منها مليون نسخة في الولايات المتحدة الأمريكية. وصلت الأغنية لرأس قائمة أكثر الأغاني المنفردة مبيعًا في إيطاليا في 1948، وتاسع أكثر أغنية منفردة مبيعًا في البرازيل في عام 1949. أدت بياف الأغنية في الفيلم الفرنسي «تسعة رجال، قلب واحد» (1948). أما أول ألبوم يضم هذه الأغنية لبياف كان بعنوان «شانزون باريسين» («أغاني باريسية»)، ونُشر الألبوم في عام 1950. ثم ضمت أغلب ألبومات بياف التي تلت ذلك هذه أغنية، كما ظهرت الأغنية في الكثير من تجميعات الأغاني الأكثر شهرة. أصبحت الأغنية أشهر أغاني بياف إلى جانب أغنية «ميلور» و«نون، جو نو ريجريت ريان». على أثر نجاح هذه الأغنية، كتبت بياف 80 أغنية بعدها في مسيرتها المهنية.
وفي 26 يونيو/حزيران 1950، سجّل لويس أرمستروتج أغنيتي «سيه سي بون» و«لا في ان روز» في نيويورك مع ساي أوليفر والأوركيسترا الخاصة به. كتب الكلمات الإنجليزية ماك ديفيد.
تلقت الأغنية جائزة قاعة مشاهير جرامي في 1998.

## وصلات خارجية
- كلمات الأغنية الكاملة على مترولايركس